# Byasa mencius
Byasa mencius är en fjärilsart som först beskrevs av Felder 1862.  Byasa mencius ingår i släktet Byasa och familjen riddarfjärilar. Inga underarter finns listade i Catalogue of Life.